# Crocozona croceifasciata
Crocozona croceifasciata är en fjärilsart som beskrevs av Jose Francisco Zikán 1952. Crocozona croceifasciata ingår i släktet Crocozona och familjen Riodinidae. Inga underarter finns listade i Catalogue of Life.